# 後藤駿弥
後藤 駿弥（ごとう しゅんや、1989年12月4日 - ）は、日本のラグビー選手。

## プロフィール
- 三重県出身。
- ポジションはロック(LO)、フランカー(FL)。
- 身長 188cm、体重 90kg
- ニックネームはゴト[1]。
- 7人制日本代表に選ばれている。
- 父親はシェフで料理の鉄人に出演経験がある。

## 略歴
高校からラグビーを始めた。
2008年、四日市農芸高校卒業後、関東学院大学に入る。なお四日市農芸高校時代、第31回高校東西対抗試合に東軍として出場した。
2012年、関東学院大学卒業後、ホンダヒートに加入。同年9月8日に行われたトップウェスト第1節の中部電力戦に先発出場で公式戦初出場を果たす。 
2013年、ユニバーシアード競技大会の7人制日本代表に選ばれた。
2017年、宗像サニックスブルースに加入。
2019年、宗像サニックスブルースを退団した。